# 我不是潘金莲 (电影)
《我不是潘金莲》（英語：I Am Not Madame Bovary）是冯小刚执导的一部中国剧情片，根據作家刘震云的同名小说改編，由范冰冰主演。入围2016年多倫多國際影展特别展映单元并获得国际影评人费比西奖，以及获得第64届圣塞巴斯蒂安国际电影节最佳影片金贝壳奖和最佳女主角银贝壳奖，这是继2009年陆川的《南京！南京！》后，又一部获此大奖的华语片。获得第53届金马奖最佳剧情片等5项提名，赢得最佳导演奖和观众票选最佳影片。还赢得第11届亚洲电影大奖最佳电影、最佳女主角和最佳摄影三个奖，以及第31届金鸡奖最佳导演、最佳女主角和最佳男配角奖。2016年11月18日在中国上映。

## 剧情
江西南部一个农村妇女李雪莲跟丈夫秦玉河（货车司机）假离婚，目的是想为秦玉河在单位分房时分得一份县城的房产。没想到后来丈夫跟另一女子结了婚，假离婚变成了真离婚。于是她就去找镇里，县法院解决此事，想要法院判定之前的离婚是假的，然后恢复夫妻关系，接着她再跟丈夫真离婚。法官王公道根据人证物证认定了她与丈夫的离婚是有效的，李败诉。于是她就想翻案，找县长、市长申冤，结果被警察关押了几天。出来后，她不服，去找秦玉河问话，要求秦玉河当面向她承认之前的离婚是假的，可是秦玉河非但不承认，还骂她是潘金莲。惹得李雪莲很生气，她就找亲弟帮忙杀死秦玉河，她弟不敢干，她又去找卖肉的老胡，老胡想首先跟她发生性关系，她不同意，老胡看到她要他杀秦玉河、王公道、县长和市长，他也拒绝了。之后李雪莲来到了北京，找到了在一家高档宾馆当厨师的老乡赵大头，赵大头一直喜欢着她，当赵大头告诉她有国家领导人来这里与人大代表开会时，李雪莲知道机会来了，于是她状告当地官员的事就让一名国家领导人知道了，这位首长在会上说了此事并当众发火，省长也就发了怒，一下就把法院庭长、院长、县长和市长都撤了职。不过她想要的目的并没有实现，每年一到“两会”举行时，她所在的省、市、县都要派人上演围追堵截她去北京的一幕闹剧。
如今10年过去了，她决定不再去北京的人代会上访了，因为她觉得自己的心已经死了，想通了，连家里养的牛也不让她上访了；距离今年的全国人代会还有10多天即将开幕，但是法院院长王公道、县长郑重却不相信她的话，认为她在说谎，县长还要求她签署一份不再上访的保证书，被逼的她就反悔说她还要上访，于是官员就派多人在她家周围实行24小时监视。赵大头回来了说想跟她结婚，她就要大头帮她出逃去北京。两人逃出后，法院院长、公安局长、县长、市长都很生气和着急，连忙派人在各地寻找围追堵截。不过李雪莲和赵大头并没有去北京，而是去了黄山等地旅游，因为两人决定准备结婚，所以没必要再去折腾前夫的事了。可是她有一天突然听到了赵大头在电话里与法院职员贾聪明暗中交易的秘密，原来赵大头为了与她结婚和他儿子的职业转正，与贾聪明合谋，设计不让她去北京上访，这样赵可以一举两得，而贾聪明也可以因为为领导立功而获得职位的升迁。于是李雪莲一气之下又踏上了赶赴北京人代会上访之路，在路上因为发病而被送进了医院救治，病愈后由于没钱她就乘坐医院的救护车到了北京，去找在一个市场做买卖的老乡借钱。在那里被院长县长等大批人马抓住，并被告知前夫秦玉河因车祸已死的消息，她感觉突然失去了申诉和生活的目的，并大哭了一场。在被送回到老家后她竟想一死来了结所有的事情，所幸被一个果农给劝住了。
后来她在北京开了一家饭馆，并偶遇到了前来吃饭、10多年前被撤职的前县长史为民，如今他成为了一个商人，她向他讲述了她跟前夫假离婚的真实目的是为了生二胎，可离婚后大儿子归了前夫，肚里的小孩子也流产了，她不断伸冤的目的就是为了死去的胎儿争口气。

## 角色
| 演員   | 角色       | 备注                                           |
| 范冰冰 | 李雪莲     | 农村妇女，开有一家名叫“雪莲牛骨汤”的饭馆       |
| 郭涛   | 赵大头     | 从中学时就爱慕李雪莲的厨师                     |
| 大鹏   | 王公道     | 基层法官，十年后的县法院院长，李雪莲的远房表弟 |
| 张嘉译 | 马文彬     | 十年后的市长                                   |
| 于和伟 | 郑重       | 十年后的县长                                   |
| 张译   | 贾聪明     | 庭长                                           |
| 李宗翰 | 秦玉河     | 货车司机，李雪莲的前夫                         |
| 赵立新 | 史为民     | 十年前县长                                     |
| 田小洁 | 县长秘书   | 十年前县长秘书长                               |
| 范伟   | 果农       |                                                |
| 高明   | 首长       |                                                |
| 刘桦   | 老胡       | 卖肉的，爱慕李雪莲                             |
| 黄建新 | 储敬琏     | 省长                                           |
| 李晨   | 警察       | 北京检查站警察                                 |
| 赵毅   | 公安局局长 |                                                |
| 姜永波 | 蔡沪浜     | 十年前市长                                     |
| 胡明   | 司机       | 诊所司机                                       |
| 罗攀   | 警察       | 看守所警察                                     |
| 冯恩鹤 | 法院院长   | 退休老法院院长                                 |
| 冯小刚 | 旁白       |                                                |

## 制作
影片改编自刘震云于2012年首部以女性视角创作的长篇小说，刘震云亲自担任编剧，是继《手机》和《一九四二》后第三部改编自刘震云小说的冯小刚电影。刘震云表示小说《我不是潘金莲》其实是《一句顶一万句》的姊妹篇，“我想表达的是，想说一句话很难，想纠正一句话更难。李雪莲用20年的时间纠正前夫的一句话，而这20年的上上下下，这个变化的过程很有意思。《我不是潘金莲》展现的是中国人情社会向法制社会转变的缝隙中发生的故事。”也是冯小刚与范冰冰继2003年的《手机》后的第二次合作，为范冰冰首次演绎一个农村妇女形象。
2015年11月15日开机拍摄，2016年2月下旬杀青，取景地包括江西婺源、安徽黄山屯溪和河北等地。
影片采用圆形、方形、宽银幕三种画幅来讲故事，据冯小刚介绍，圆形画幅代表人情，方形画幅代表规矩和法治，无规矩不成方圆，“方圆之间代表的是人情社会到法治社会的转变”。

## 发行
2016年3月14日，首款预告片发布。3月16日，主创在北京举行首次发布会。7月27日主创在京举办发布会上，宣布于9月30日的国庆档上映。后来又延期至11月18日上映。11月上旬电影通过广电总局的审查，被怀疑遭到了一些修改。11月15日主创在北京举行首映礼。
中国上映后，万达院线故意压低本片的排片率，导致冯小刚发文质疑这是万达对华谊公司挖走原万达高管叶宁的报复行为，冯小刚、王中磊还与万达公子王思聪发生论战。

## 评价
影评人“支离疏”写到：“官场生态、民妇上访，都只是这部离心机甩出的幌子，这些都是《我不是潘金莲》的表层。整个故事的核心，讲得其实是人与人之间无法理解的困境，农村妇女和政府官员都只是身份的皮相。”
评论人方小小认为：“事实上，李雪莲所要的，恰恰介于法律与道德的灰色地带。凭心而论，李雪莲冤不冤？本来是和丈夫说好的，二人之间的口头协议，实际上基于一种无条件的信任：对方是最亲近的家人，自己最爱的人，熟料到头来却被狠狠地坑了一道，自己的孩子没了，假离婚变成了真离婚，而人家的小日子却过的红红火火，自己反成了"潘金莲"。这口气，换到谁头上，相信都会经历难以下咽的阶段。而李雪莲的最大问题，就在于她天真地认为所有涉及道德层面的问题，都可以通过法律手段来解决，在无凭无据的情况下，开始了漫长的诉讼之路，在旁人眼中，自然就成了一个无理取闹的女人。”
冯小刚在接受媒体采访时表示：《我不是潘金莲》里讲了一个道理，官员不担当就是腐败。电影里这些官员里哪怕有一个认真对待李雪莲这事，都不至于走到这一步，但每个人都想推诿，每个人都想怎么临时去把这事堵一下，出现问题之后的第一反应就是“这事对我的乌纱帽有影响”，“一些官员在办事的时候首先想到的是自己会不会受到责难，胆小怕事，其实说到底这种干部就是没担当”。
本片被1905电影网评选为2016年华语十大佳片第二名，评语：“好在《我不是潘金莲》做到了，幽默窥见方圆之中的官场寓言人性使然，摄影考究与加入的说书唱戏浑然交织，观众在进入故事之后也会忘记了那些不习惯的画幅问题。刘震云的原小说提供了绵里藏针的剧本，加上对演员的掌控，可见冯小刚的功力。”

## 争议
2017年，一位居住在广东增城，生于1957年、真实姓名为潘金莲的女子以其名誉被侵犯为由，将冯小刚、刘震云、长江文艺出版社有限公司等9名被告告上法院。《我不是潘金莲》引发了全国潘氏宗亲会的不满，认为该影片有损潘氏名誉，潘氏宗亲会借此机会，发起“为潘金莲正名”行动，于2016年9月11日在安徽合肥举行座谈会，海内外数十名潘氏宗亲参加。潘金莲在起诉书中写道："据中华书局出版的《清河县志》第0781页记载：潘金莲乃是贝州潘知州的千金小姐、贤妻良母。而刘震云却歪曲历史事实，写作《我不是潘金莲》一书，将潘金莲丑化成不正经女人的代名词……在该电影（《我不是潘金莲》）的旁白中说‘自宋朝到如今人们都把不正经的女人叫潘金莲’即歪曲事实……"潘金莲在起诉状中称，该电影的出品、预告、宣传及上映给她和家人、家族名誉造成重大损害，"随处可以听到对原告及潘氏家族的冷嘲热讽"，"导致无法正常工作、生活"。她要求冯小刚等立即停止侵权行为，赔礼道歉、消除影响、恢复名誉，并赔偿其精神损害抚慰金1000元。
冯小刚、刘震云等人的代理人则认为，该电影中的潘金莲是指历史小说中的潘金莲，而非原告广东增城的潘金莲。"历史人物与现实生活中的人同名同姓，但是两码事。"被告方认为电影并未构成对原告名誉侵权，不同意庭外调解。2017年4月19日晚，编剧宋方金晒出判决文件，并评论道“潘金莲告《我不是潘金莲》的闹剧终于结束了。文艺环境越来越狭窄艰难，希望不再发生这样挑战创作常识的闹剧。对号入座，庸人自扰，坏人捣乱。 ”文件中显示“本案中的原告潘金莲仅是与上述文世作品中的人物形象同名，与小说《我不是潘金莲》及同名电影、预告片并无直接利害关系，不符合起诉条件”、“驳回原告潘金莲的起诉”。

## 票房
中国大陆首周三天获得2.04亿元人民币居榜首。次周收入1.27亿居亚军。最终累计4.83亿。
台灣票房方面，最終票房128萬元新台幣。 
| 上一届： 《奇異博士》 | 2016年中国内地一周票房冠军 第47周 | 下一届： 《神奇动物在哪里》 |

## 奖项
| 獎項                         | 類別                           | 電影             | 結果 |
| ---------------------------- | ------------------------------ | ---------------- | ---- |
| 2016年多伦多国际影展         | 特别展映单元国际影评人费比西奖 | 《我不是潘金莲》 | 獲獎 |
| 第64届圣塞巴斯蒂安国际电影节 | 最佳影片金贝壳奖               | 《我不是潘金莲》 | 獲獎 |
| 第64届圣塞巴斯蒂安国际电影节 | 最佳女主角银贝壳奖             | 范冰冰           | 獲獎 |
| 第53屆金馬獎                 | 最佳剧情片                     | 《我不是潘金莲》 | 提名 |
| 第53屆金馬獎                 | 觀眾票選最佳影片（非正式竞赛） | 《我不是潘金莲》 | 獲獎 |
| 第53屆金馬獎                 | 最佳导演                       | 冯小刚           | 獲獎 |
| 第53屆金馬獎                 | 最佳改编剧本                   | 刘震云           | 提名 |
| 第53屆金馬獎                 | 最佳女主角                     | 范冰冰           | 提名 |
| 第53屆金馬獎                 | 最佳原创音乐                   | 杜薇             | 提名 |
| 第1屆馬來西亞金環獎          | 最佳攝影                       | 羅攀             | 獲獎 |
| 第10届亞太電影大獎（APSA）   | 最佳导演                       | 冯小刚           | 獲獎 |
| 第11届亚洲电影大奖           | 最佳影片                       | 《我不是潘金莲》 | 獲獎 |
| 第11届亚洲电影大奖           | 最佳导演                       | 冯小刚           | 提名 |
| 第11届亚洲电影大奖           | 最佳女主角                     | 范冰冰           | 獲獎 |
| 第11届亚洲电影大奖           | 最佳男配角                     | 大鹏             | 提名 |
| 第11届亚洲电影大奖           | 最佳摄影                       | 罗攀             | 獲獎 |
| 第36屆香港電影金像獎         | 最佳兩岸華語電影               | 我不是潘金蓮     | 提名 |
| 微博之星2016                 | 微博給力女主角                 | 范冰冰           | 提名 |
| 中国电影导演协会2016年度表彰 | 年度影片                       | 《我不是潘金莲》 | 獲獎 |
| 中国电影导演协会2016年度表彰 | 年度导演                       | 冯小刚           | 提名 |
| 中国电影导演协会2016年度表彰 | 年度编剧                       | 刘震云           | 獲獎 |
| 中国电影导演协会2016年度表彰 | 年度女演员                     | 范冰冰           | 獲獎 |
| 中国电影导演协会2016年度表彰 | 年度男演员                     | 大鹏             | 提名 |
| 中国电影导演协会2016年度表彰 | 年度男演员                     | 张嘉译           | 提名 |
| 中国电影导演协会2016年度表彰 | 年度男演员                     | 于和伟           | 提名 |
| 第31届金鸡奖                 | 最佳故事片                     | 《我不是潘金莲》 | 提名 |
| 第31届金鸡奖                 | 最佳导演                       | 冯小刚           | 獲獎 |
| 第31届金鸡奖                 | 最佳编剧                       | 刘震云           | 提名 |
| 第31届金鸡奖                 | 最佳女主角                     | 范冰冰           | 獲獎 |
| 第31届金鸡奖                 | 最佳男配角                     | 于和伟           | 獲獎 |
| 第31届金鸡奖                 | 最佳录音                       | 吴江             | 提名 |
| 第17屆華語電影傳媒大獎       | 最佳編劇                       | 劉震雲           | 提名 |